# Juan Antonio Felipe Gallego
Juan Antonio Felipe Gallego, noto semplicemente come Juanito (Madrid, 24 agosto 1961) è un ex calciatore spagnolo.
Con il Real M. Castilla vinse il campionato di Segunda División nel 1984.

## Palmarès

### Competizioni nazionali

#### Club
- Segunda División (Spagna): 1

Real Madrid Castilla: 1983-1984
- Copa de la Liga Segunda División: 1

Real Oviedo: 1984-1985